# أنتوني فرانز
أنتوني فرانز (بالبولندية: Antoni Franz) هو مبارز بالسيف بولندي، ولد في 26 يناير 1905 في لفيف في أوكرانيا، وتوفي في 16 يوليو 1965 في غليفيتسه في بولندا.

## وصلات خارجية
- أنتوني فرانز على موقع أوليمبيديا (الإنجليزية)
- أنتوني فرانز على موقع اللجنة الأولمبية البولندية (مؤرشف) (البولندية)